# Atlántico
Pour les articles homonymes, voir Atlantico (homonymie).
Ne doit pas être confondu avec Atlantico.
Le département de l'Atlántico est une subdivision de la Colombie, située sur la côte de la mer des Caraïbes, dans le nord du pays. Sa capitale est Barranquilla.
Son abréviation est ATL.

## Histoire

### Période précolombienne
Les peuplades amérindiennes présentes sur le territoire de l'Atlántico font partie des grandes familles des Caraïbes et des Arawaks. La tribu prédominante était les Mocanas (es).

### Période coloniale
À la fin du XVe siècle, Rodrigo de Bastidas découvre l'embouchure du río Magdalena et la baptise Bocas de Ceniza. Arrivent également dans la région les expéditions de Jerónimo de Melo, Pedro de Heredia et quelques autres membres commandés par Gonzalo Jiménez de Quesada. Sabanalarga, San Juan de Acosta, Manatí, Santo Tomás et Polonuevo figurent parmi les premières villes fondées par les conquistadors espagnols. Durant la période coloniale, le territoire actuel de l'Atlántico était connu comme une partie de Tierradentro et est sous la juridiction de Carthagène des Indes.

### XIXeetXXesiècles
Entre 1858 et 1886, le territoire de l'Atlántico fait partie de l'État souverain de Bolívar. Avec la création des départements en 1886, il fait partie du département de Bolívar.
Le département d'Atlántico est créé 11 avril 1905 dans le cadre du plan de modernisation du président Rafael Reyes, qui  nomme le général Diego A. De Castro gouverneur. Le département est formé par les provinces de Sabanalarga et Barranquilla, séparées du département de Bolívar, avec Barranquilla comme capitale. En 1908, le département d'Atlántico est supprimé et remplacé par le département de Barranquilla. En 1910, le département est recréé dans sa forme actuelle via la Loi 21 du 14 juillet 1910, avec Daniel Carbonell comme gouverneur et Barranquilla comme capitale,.

La province de Carthagène en 1810.
La province de Sabanilla en 1855.
L'État souverain de Bolívar en 1863.
Le département d'Atlántico à partir de 1905

## Politique
Les familles Char et Gerlein dominent la vie politique de la région de la Caraïbe, y compris à travers le chantage et la coercition. « A la tête de la mairie de Barranquilla depuis 2008, la famille Char – Fuad, Arturo (l’actuel maire - 2020) et Alex (l’ancien) – y possède la chaîne de magasins Olímpica, le club de football Junior de Barranquilla et la banque Serfinanza. Les Gerlein – Roberto (sénateur, pour le Parti conservateur, pendant 44 ans), Jorge, Julio – et leur entreprise de BTP Valorcon ont pour leur part bénéficié de contrats publics millionnaires octroyés par les administrations Char. Dans le cadre de ce « grand banditisme légal », d’énormes opérations de corruption ont entouré les appels d’offres concernant l’aéroport de Barranquilla, les travaux assurant la navigabilité du fleuve Magdalena (le plus important de Colombie), etc,. »
L'ancienne sénatrice conservatrice Aída Merlano affirme que les familles Char et Gerlein, lors des campagnes municipales, départementales, législatives, présidentielles, et dernièrement encore pour l’élection du président Iván Duque, organisent et financent les achats de vote auxquels elle a participé et pour lesquels elle a été condamnée,.

## Géographie

### Géographie physique

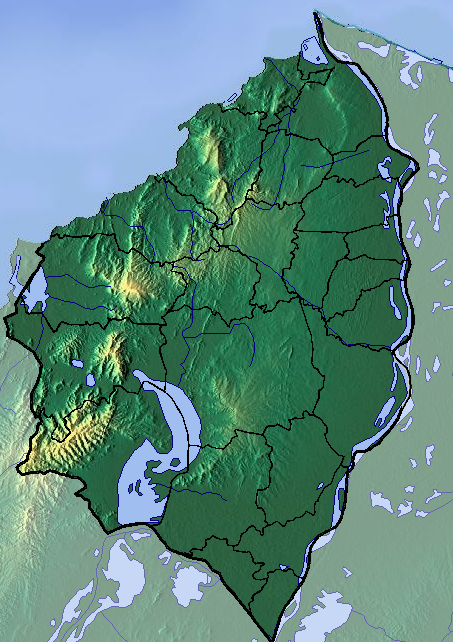
Carte topographique d'Atlántico.

Le département d'Atlántico est situé au nord du pays, au bord de la mer des Caraïbes. Il est séparé du département de Magdalena, à l'est par le río Magdalena. À l'ouest, il est bordé par le département de Bolívar, dont il est séparé par de nombreuses ciénagas (marécages et lacs peu profonds).
Avec une superficie de seulement 3 386 km2, c'est l'un des plus petits départements colombiens.

### Climat
Le département d'Atlántico présente un climat tropical de caractère aride à l'embouchure du río Magdalena et autour de Barranquilla, semi-aride près du littoral et semi-humide au sud de Sabanalarga.

### Découpage administratif

Municipalités du département d'Atlántico.

Le département d'Atlántico est découpé en 23 municipalités. Sa capitale est Barranquilla.
| Municipalité     | Superficie (km2) | Population (2005) | Densité (hab./km2) |
| ---------------- | ---------------- | ----------------- | ------------------ |
| Baranoa          | 127              | 50 261            | 395,8              |
| Barranquilla     | 166              | 1 112 889         | 6 704,2            |
| Campo de la Cruz | 105              | 18 354            | 174,8              |
| Candelaria       | 143              | 11 635            | 81,4               |
| Galapa           | 98               | 31 596            | 322,4              |
| Juan de Acosta   | 176              | 14 184            | 80,6               |
| Luruaco          | 246              | 22 878            | 93                 |
| Malambo          | 108              | 99 058            | 917,2              |
| Manatí           | 206              | 13 456            | 65,3               |
| Palmar de Varela | 94               | 23 012            | 244,8              |
| Piojó            | 258              | 4 874             | 18,9               |
| Polonuevo        | 73               | 13 518            | 185,2              |
| Ponedera         | 204              | 18 430            | 90,3               |
| Puerto Colombia  | 93               | 26 932            | 289,6              |
| Repelón          | 330              | 22 196            | 67,3               |
| Sabanagrande     | 43               | 24 880            | 578,6              |
| Sabanalarga      | 399              | 84 410            | 211,6              |
| Santa Lucía      | 50               | 11 947            | 238,9              |
| Santo Tomás      | 67               | 23 188            | 346,1              |
| Soledad          | 67               | 455 796           | 6 802,9            |
| Suán             | 55               | 9 344             | 169,9              |
| Tubará           | 176              | 10 602            | 60,2               |
| Usiacurí         | 103              | 8 561             | 83,1               |

## Démographie
| 1985      | 1990      | 1995      | 2000      | 2005      | - | - | - | - |
| --------- | --------- | --------- | --------- | --------- | - | - | - | - |
| 1 515 571 | 1 693 997 | 1 869 294 | 2 017 335 | 2 166 156 | - | - | - | - |

Selon le recensement de 2005, 1,3 % de la population de l'Atlántico se reconnait comme étant « indigène », c'est-à-dire descendant d'ethnies amérindiennes, et 10,8 % se définissent comme afro-colombiens.

## Économie
L'industrie et le commerce occupent une place de premier ordre à Barranquilla, la capitale du département, en raison de sa position de port maritime majeur du pays. Les principaux secteurs sont les industries chimique, pharmaceutique, agro-alimentaire et métallurgique ainsi que le papier.
L'économie du département d'Atlántico est diversifiée, avec une prédominance des services (66 %), de l'industrie (25 %) et des activités agro-alimentaires et de pêche (8 %). L'industrie minière a peu d'importance (1 %) bien qu'il existe des gisements de charbon, de calcaire, de plâtre et d'autres minéraux. Dans les municipalités de Soledad et Malambo se développe une activité commerciale et industrielle croissante grâce à la proximité de Barranquilla.